# Trzmiel stepowy
Trzmiel stepowy (Bombus laesus) – gatunek trzmiela.

## Systematyka[2]
W obrębie gatunku wyróżnia się trzy podgatunki.
- Bombus laesus laesus (=B. l. ferrugifer) występujący na stepach południowej Rosji, Anatolii, Kaukazu,
- B. l. mocsaryi (=B. l. maculidorsis) występujący m.in. w południowej Francji, południowo-wschodniej Polsce, na Bałkanach, na północy Ukrainy i w Rosji,
- B. l. aliceae występujący w północnej Afryce.

## Wygląd
Koszyczki jasno owłosione. Podgatunek nominatywny jasno owłosiony, z domieszką ciemnych włosków na głowie i na zakończeniu odwłoka, ubarwienie tułowia częściowo z czerwonawym odcieniem.

## Biologia
Gatunek społeczny. Buduje gniazda naziemne lub podziemne.